# Hobart Muir Smith
Hobart Muir Smith, születési nevén Frederick William Stouffer, (Stanwood, Iowa, 1912. szeptember 26. – Boulder, Colorado, 2013. március 4.) amerikai herpetológus. Nevéhez fűződik több mint száz új amerikai hüllő- és kétéltűfaj leírása. Tiszteletére legalább hat fajt neveztek el, ezek közé tartozik a Tantilla hobartsmithi, a ceyloni pajzsosfarkú kígyó (Uropeltis grandis), a lábatlangyíkfélékhez tartozó (Abronia smithi), az  Anadia hobarti, az Anolis hobartsmithi  és a Sceloporus smithi. 100 éves korában még mindig aktívan dolgozott, mint herpetológus. Életművében több mint ezer tanulmánnyal az összes kortársánál többet alkotott, és így minden idők legtermékenyebb herpetológusa. Zoológiai szakmunkákban nevének rövidítése: „Smith”.

## Fiatalkora
Hobart Muir Smith az Iowa állambeli Stanwoodban Frederick William Stouffer néven született 1912-ben. 1916-ban Charles and Frances Smith farmerek fogadták örökbe.
1932-ben diplomázott a  Kansasi Állami Egyetemen Howard K. Gloyd herpetológus irányítása alatt. 1933-ban a Kansasi Egyetemen folytatta tanulmányait mesterképzésen, majd ugyanitt doktorált 1936-ban, témavezetője Edward Harrison Taylor herpetológus volt, doktori munkájának témája a Sceloporus nem felülvizsgálata volt. Több gyűjtőexpedíción is részt vett Mexikóban.

## Élete és munkássága
1936-ban a National Research Council ösztöndíjával társkutatóként dolgozott a Michigani Egyetemen. Kutatótársaival együtt egyetemi munkájuk alapján elkészítették a The Mexican and Central American Lizards of the Genus Sceloporus (A Scleropus nem mexikói és közép-amerikai gyíkjai) című tanulmányt. 1937-ben egyszerre dolgozott a chicagói Tudományos Akadémiának és a Museum of Natural History-nak. A Smithsonian Intézet megbízásából mintákat gyűjtött Mexikóban, gyűjteménye mintegy 20 000 darabra rúgott. 1941-től 1945-ig a New York állambeli Rochesteri Egyetemen volt a zoológia professzora. 1945-ben docensként visszatért a Kansasi Egyetemre, ahol megírta Handbook of Lizards, Lizards of the US and of Canada című könyvét. 1946-ban Texasba költözött, ahol a Texas A&M University természetgazdálkodási professzora lett, itt írta Edward H. Taylorral együtt a Checklist and key to snakes of Mexico és a Checklist and key to amphibians of Mexico című könyveket. 1947-től 1968-ig a University of Illinois zoológiaprofesszora volt. 1968-ban nyugdíjba vonult, és a Colorado állambeli Boulderbe költözött, ahol a Coloradói Egyetem biológiaprofesszora lett. 1972-ben lett a ma Ökológiai és Fejlődésbiológiai Intézet néven ismert szervezet elnöke. 1983-ban végleg visszavonult, emeritus professzorként folytatta személyes kutatásait, pályája során több mint 1600 publikációt, köztük 29 könyvet írt.

## Magánélete
1938-ban vette feleségül Rozella Pearl Beverly Bloodot (1911-1987), aki nagy segítséget nyújtott neki terjedelmes herpetológiai jegyzetgyűjteményének publikálásában. Tiszteletére 1942-ben a Celestus rozellae gyíkfajt nevezte el róla. A Tantillita lintoni rozellae kígyó-alfajt is az ő tiszteletére nevezték el.

## Válogatott művei
- Checklist and key to snakes of Mexico (1945)
- Handbook of Lizards, Lizards of the US and of Canada (1946,[8] 1995 pbk.)
- Checklist and key to amphibians of Mexico (1948)
- Handbook of Amphibians and Reptiles of Kansas (1950)[9]
- Checklist and Key to Reptiles of Mexico Exclusive of Snakes (1950)
- Reptiles and Amphibians: A Guide to Familiar American Species with Herbert S. Zim (1953, 1956)
- Reptiles and Amphibians – A Guide to Familiar American Species (1958)
- Poisonous Amphibians and Reptiles (1959)
- Evolution of Chordate Structure  (1961)
- Snakes as Pets (1965)
- Analysis of the Literature on the Mexican Axolotl (1971)
- Analysis of the Literature Exclusive of the Mexican Axolotl (1973)
- Source Analysis and Index for Mexican Reptiles (1976)
- Source Analysis and Index for Mexican Amphibians (1976)
- Guide to Mexican Amphisbaenians and Crocodilians (1977)
- Guide to Mexican Turtles (1980)
- Reptiles of North America – A Guide to Field Identification with Edmund D. Brodie, Jr. (1982)